# Дондерс, Петер
Петер Дондерс  (нем.  Peter Donders; 27 октября 1809, Тилбург, Нидерланды — 14 января 1887, остров Батавия, Суринам) — блаженный Римско-Католической Церкви, священник, миссионер, монах, член монашеского ордена редемптористов.

## Биография
Петер Дондерс родился 27 октября 1809 года в многодетной бедной семье. Из-за бедности семьи он был вынужден прекратить обучение в средней школе и помогать своему отцу в ткацкой мастерской. Мечтая поступить в семинарию, он в возрасте 22 лет он стал брать уроки латинского языка, который в то время был языком преподавания в католических образовательных учреждениях, Через некоторое время Петер Дондерс подаёт прошение о принятии в семинарию. Но из-за слабых способностей к обучению и плохого здоровья, ему отказали в приёме и осенью 1831 года приняли служащим в семинарию. В свободное от работы время Петер Дондерс посещал лекции как вольнослушатель. Семинарское начальство, зная, что Петер Дондерс не обладает достаточными материальными средствами для обучения в семинарии, предложило ему подумать о вступлении в монастырь. С 1837 года он предпринял несколько попыток вступить в монашеские ордена францисканцев и редемптористов, но ему везде отказали в его просьбе. 4 октября 1837 года Петера Дондерса приняли на обучение в семинарию.
В начале 1839 года в семинарию приехал миссионер из Суринама о. Иаков Гроофф. Познакомившись с ним, Петер Дондерс решил отправиться на миссию в Суринам. 5 июня 1841 года его рукоположили в священника, после чего в 1842 году он отправился на католическую миссию. 16 сентября 1842 года он прибыл в Парамарибо, Суринам, где он прослужил священником в течение четырнадцати лет, проповедуя среди рабов-негров работавших на плантациях и индейцев.
В 1856 году он направился на миссию на остров Батавия, где располагался лепрозорий, в котором он начинает заниматься благотворительной, социальной и пастырской деятельностью, ухаживая за больными проказой.
В возрасте 58 лет Петер Дондерс знакомится более подробно с духовностью редемптористов и решает вступить в этот монашеский орден. 1 ноября 1866 года он вступает в монастырь редемптористов. 24 июня 1867 года Петер Дондерс принял монашеские обеты.
17 ноября 1885 года, в возрасте 76 лет, Петер Дондерс вернулся на остров Батавия, к своим прихожанам, больным проказой, где он снова стал ухаживать за ними. 14 января 1887 года Петер Дондерс умер.

## Прославление
Сразу же после смерти Петера Дондерса распространился культ почитания его как святого. В 1982 году он был причислен к лику блаженных римским папой Иоанном Павлом II.
День памяти в Католической Церкви — 14 января.